# Orongo
Orongo (in rapanui: Oroŋo) è un villaggio di pietra e un centro religioso all'estremità sud-ovest di Rapa Nui (Isola di Pasqua). La prima metà delle 53 case in muratura di pietra del villaggio furono studiate e ricostruite nel 1974 dall'archeologo americano William Mulloy. Nel 1976 Mulloy, assistito dagli archeologi cileni Claudio Cristino e Patricia Vargas, completò l'opera di ricostruzione dell'intero complesso, che fu successivamente studiato da Cristino nel 1985 e nel 1995. Orongo si trova in una posizione drammatica, sul cratere del Ranu Kau in un punto in cui 250 metri di scogliera sul mare convergono con la parete interna del cratere del Ranu Kau. Oggi Orongo ha lo status di Patrimonio Umanitario in quanto parte del Parco Nazionale Rapa Nui.

## Storia

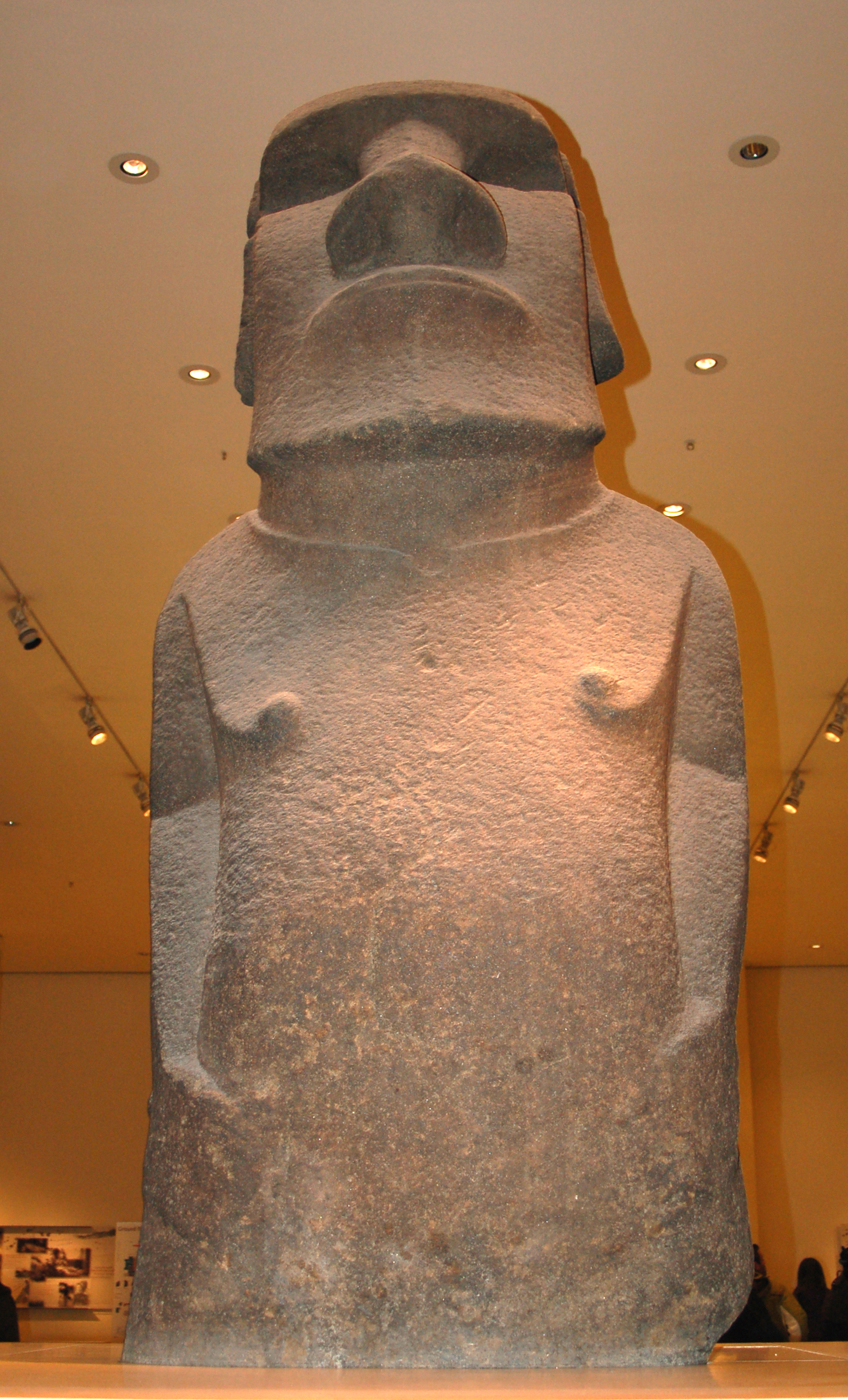
Hoa Hakananai'a al British Museum

Fino a metà del XIX secolo, Orongo era il centro del culto del Tangata manu (uomo-uccello), ospitava l'annuale corsa che consisteva nel riportare intatto un uovo di manutara (Onychoprion fuscatus, sterna fuligginosa) dall'isolotto di Motu Nui fino a Orongo. La gara era molto pericolosa, e gli avventori spesso morivano tuffandosi dalla scogliera o uccisi dagli squali. Il sito presenta numerose Incisioni rupestri, la maggior parte delle quali rappresentanti il tangata manu, che potrebbero essere state scolpite per celebrare alcuni vincitori.
Intorno al 1860, la maggior parte degli abitanti dell'Isola di Pasqua morirono di malattie o furono resi schiavi, e quando i sopravvissuti furono convertiti al Cristianesimo, Orongo venne abbandonato. Nel 1868, la squadra HMS Topaze rimosse l'enorme moai di basalto conosciuto come Hoa Hakananai'a da Orongo, adesso si trova al British Museum.
Il sito di Orongo fu incluso nel 1996 nel World Monuments Watch dal World Monuments Fund, e fu incluso ancora quattro anni più tardi, nel 2000 World Monuments Watch. La minaccia erano l'erosione, causata dalle precipitazione e dal calpestio. Dopo il 2000, l'organizzazione progettò un piano di gestione del sito grazie anche al supporto American Express, e, nel dicembre 2009, ulteriori fondi furono annunciati per la costruzione di un centro sostenibile per visitatori.

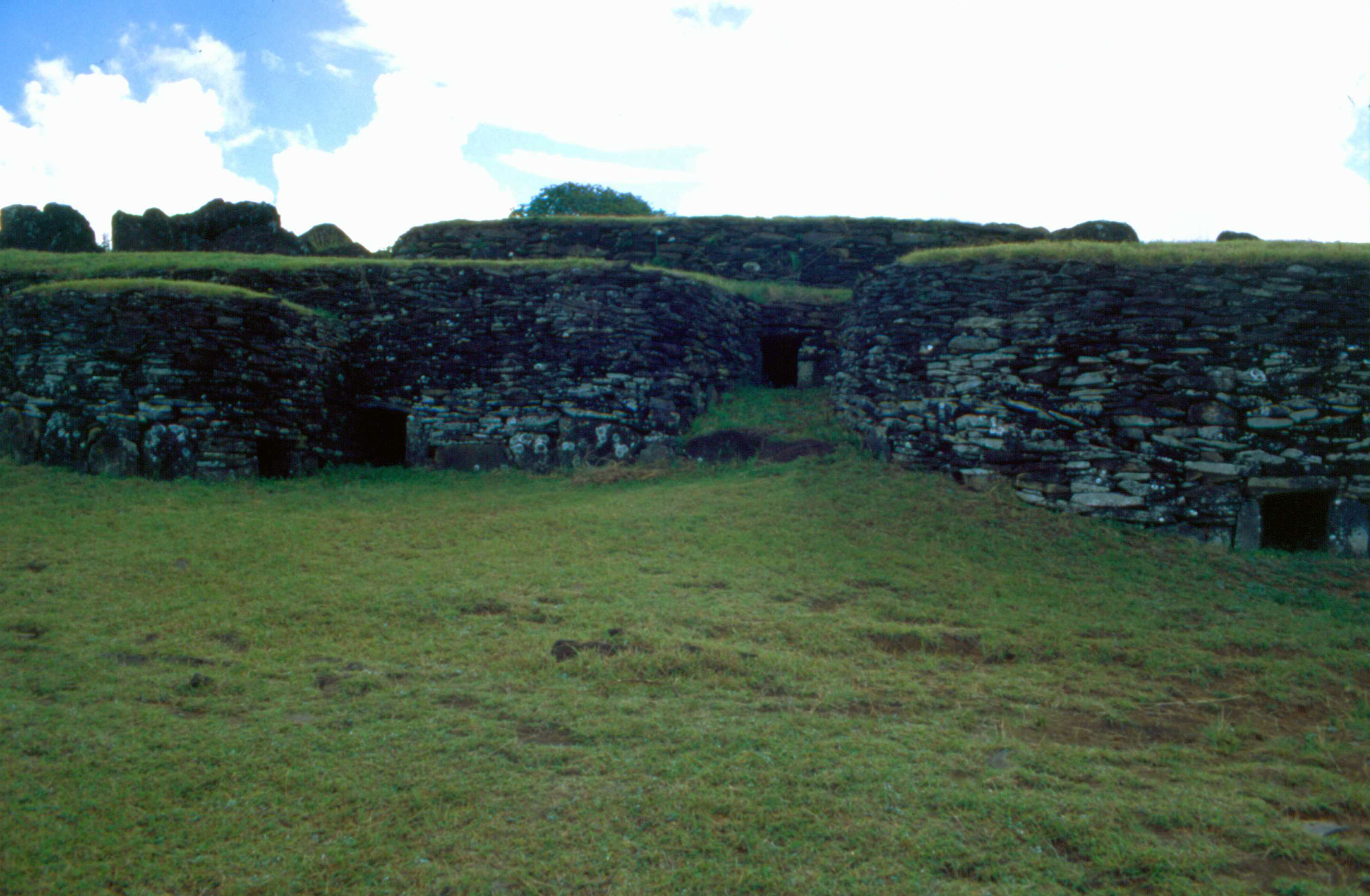
Diverse case di pietra senza finestre e con tetti d'erba

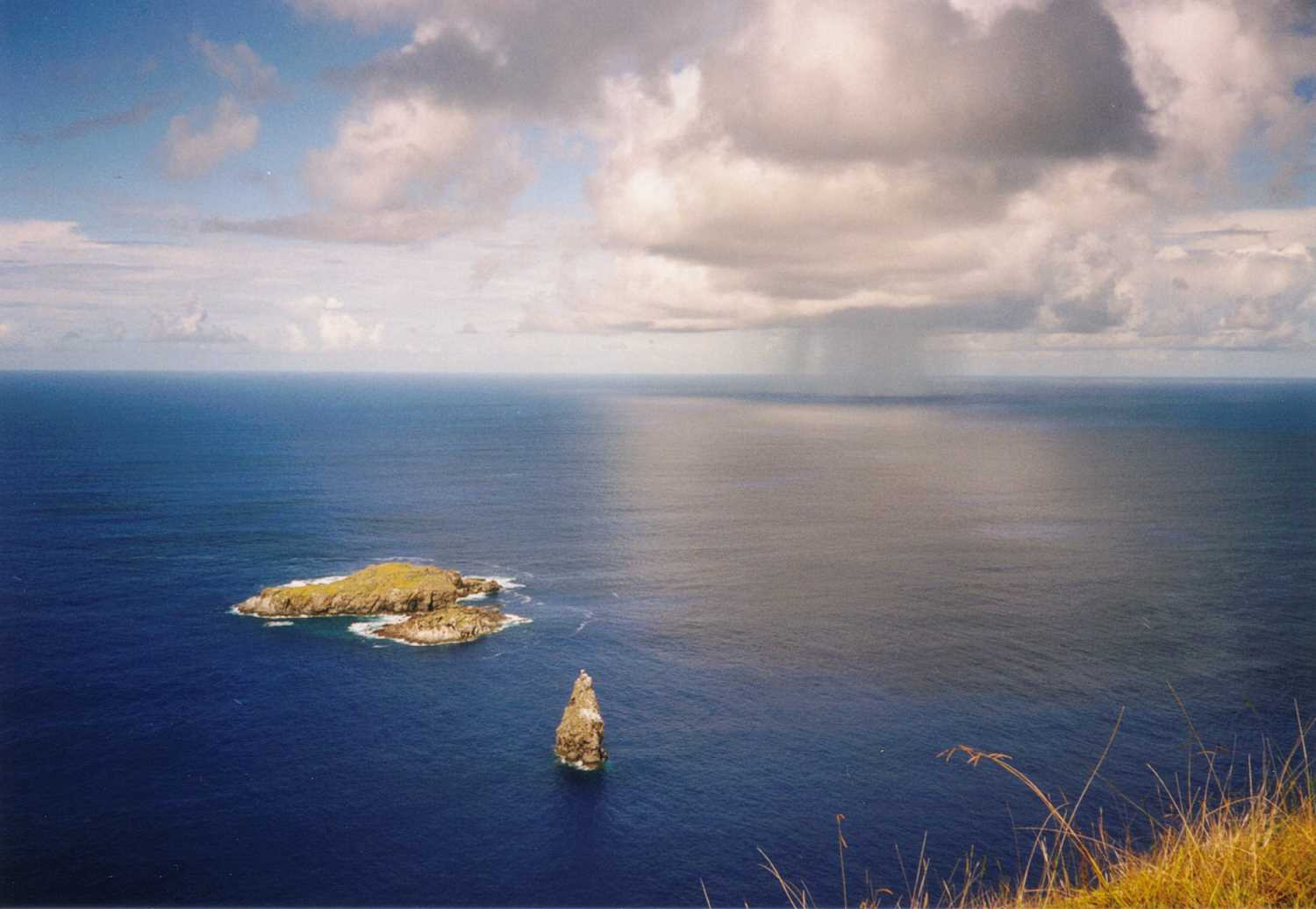
Vista sul mare da Orongo